# تپه مجمگی‌تپه‌سی
تپه مجمگی تپه سی مربوط به عصر آهن است و در شهرستان رزن، بخش مرکز ی، دهستان خرقان، روستای سورتجین واقع شده و این اثر در تاریخ ۲۷ بهمن ۱۳۸۷ با شمارهٔ ثبت ۲۴۶۳۳ به‌عنوان یکی از آثار ملی ایران به ثبت رسیده است.